# 古站煤矿线
古站煤礦線（朝鲜语：／ Koch'am T'angwang sŏn */?）是朝鮮民主主義人民共和國咸镜北道明川郡的一條鐵道線路，站點為明川站到新明川站。

## 路线概况
- 距离：4.3km
- 车站数：2
- 轨距：1435mm
- 电气化区间：直流3kV
- 复线区间：无